# Mariano Ospina Rodríguez
Mariano Ospina Rodríguez (Guasca, 18 de octubre de 1805-Medellín, 11 de enero de 1885) fue un político, periodista, educador, empresario y abogado colombiano. Es considerado como uno de los hombres de negocios más importantes de Antioquia, pese a que era de Guasca, y uno de los políticos más importantes de su país del siglo XIX.
Es reconocido especialmente por ser el fundador del Partido Conservador Colombiano y del periódico La Civilización con el escritor José Eusebio Caro. El partido en mención es uno de los dos partidos tradicionales colombianos y uno de los más influyentes en la política de este país, junto con su rival, el Partido Liberal Colombiano. 
Ospina ocupó diversidad de cargos públicosː Fue diputado de la Asamblea Departamental de Antioquia en 1835, 1837, 1853, 1856, 1873 y 1875; prefecto de la Provincia de Antioquia entre 1836-1837, 1845-1847, y 1854-1855; gobernador de la provincia de Santa Fe de Bogotá en 1847, 1847-1848, y 1848-1849; secretario de relaciones Exteriores de la República de la Nueva Granada en la presidencia de Pedro Alcántara Herrán de 1841 a 1843, y también secretario de Educación en el mismo gobierno. 
Ocupó la presidencia de la República de Colombia en dos ocasiones consecutivas 1857-1858 y 1858-1861, siendo el segundo presidente militante del Partido Conservador, después de Manuel María Mallarino. 
Durante su mandato se encontró con la ambivalencia del sistema neogranadino que aunque se declaraba centralista, permitía la existencia de estados federados (Panamá y Antioquia), por lo que convocó a una reforma de la constitución en 1858, cuya consecuencia fue la creación de la Confederación Granadina. Este cambio de estructura sociopolítica desencadenó la guerra civil de 1860. Mariano Ospina se enfrentó entonces a Tomás Cipriano de Mosquera, pero fue derrotado.
Abandonó el cargo en medio de un intenso conflicto que lo obligó a exiliarse en Centroamérica, donde se formaron sus hijos, y a donde se haría rico con la producción del café. De regreso a su país, Ospina se dedicó al periodismo y a la empresa familiar, muriendo a una longeva edad.
Su descendencia haría parte de una de las familias más influyentes en la ganadería, la producción de café, la política y la academia de Colombia durante finales del siglo XIX y la primera mitad del siglo XX, incluyendo a dos presidentes del país.

## Biografía

### Inicios
Mariano Ospina Rodríguez nació el 18 de octubre de 1805 (probablemente un día viernes) en Guasca, Bogotá (actual Cundinamarca) en el Virreinato de Nueva Granada, siendo el menor de cuatro hijos. Fue criado por su padre y tías debido a que su madre falleció prematuramente durante la primera infancia de Ospina.
Más tarde estudió jurisprudencia en el Colegio de San Bartolomé y 1828 ocuparía la cátedra de economía política. Junto al militar Anselmo Pineda, con quien entrañó gran amistad, ambos serían discípulos del destacado intelectual José Félix de Restrepo, pionero de la abolición de la esclavitud y biógrafo de Simón Bolívar.

### Intento de asesinato a Bolívar

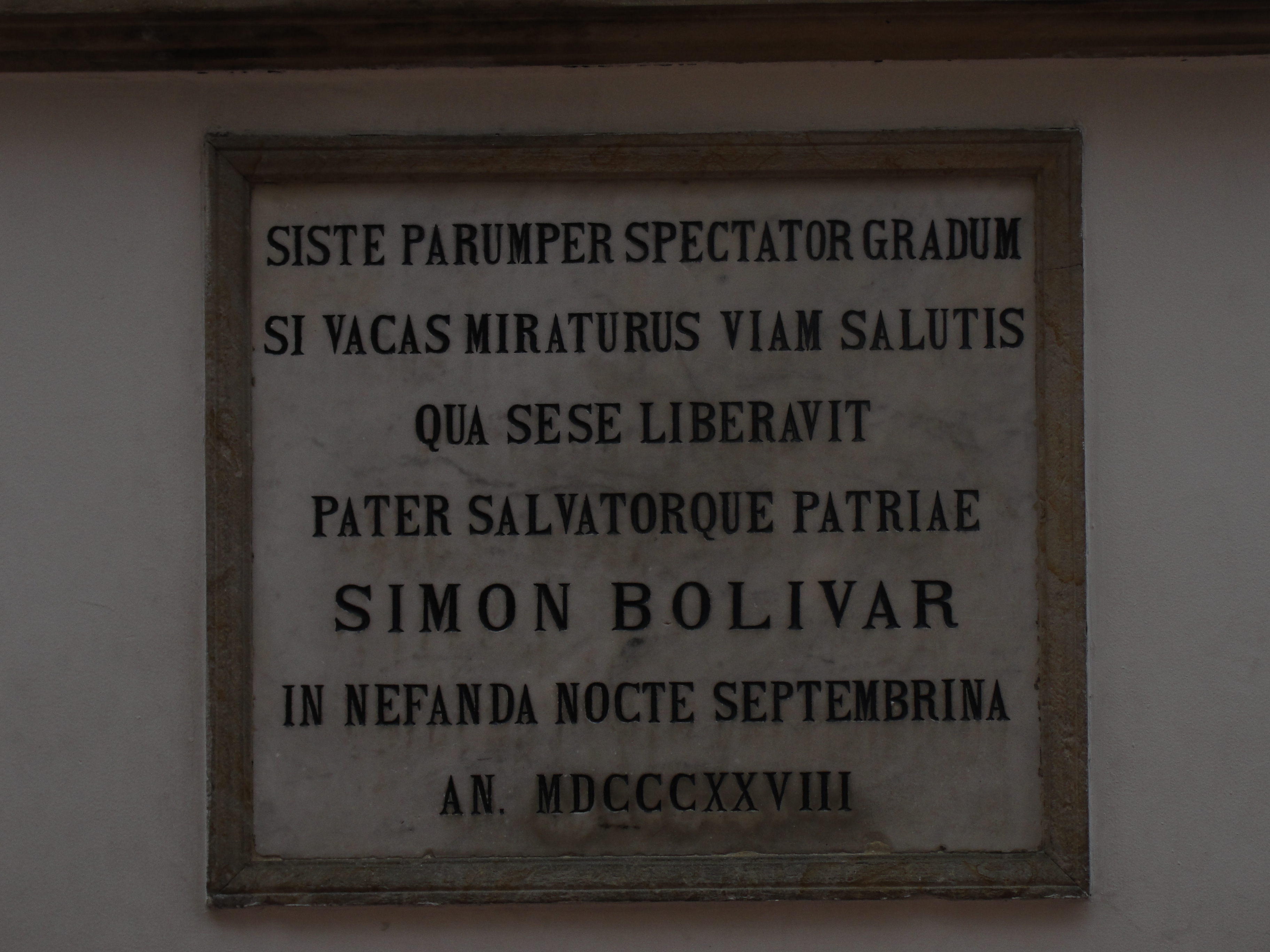
Placa escrita en latín conmemorativa del suceso, Palacio de San Carlos, Bogotá. Siste parumper, spectator, gradum/Si vacas miraturus viam salutis/ Qua sese liberavit/ Pater salvatorque patria/ Simón Bolívar/ In nefanda nocte septembrina/ An MDCCCXXVIII). Miguel de Tobar. En español: «Detente espectador granadino, un momento, y mira la vía de salvación del Padre y Libertador de la Patria, Simón Bolívar, en la noche nefanda de septiembre. Año de 1828».

Con 22 años, y estando estudiando economía, Ospina tomó partido en los acontecimientos del 25 de septiembre de 1828, la conocida Conspiración septembrina, contra la dictadura de Simón Bolívar con algunos intelectuales de su época, fundando la Sociedad Filológica de Bogotá que fue el centro de la conspiración.
Fueron parte de la conspiración, entre otros, Vicente Anselmo de Azuero y Plata abogado y periodista; Juan Nepomuceno de Azuero y Plata sacerdote y periodista; Ezequiel Rojas Ramírez, abogado; Florentino González, economista; y Juan Miguel Acevedo Tejada, hijo de José Acevedo y Gómez y primo de Luis Vargas Tejada dramaturgo, quien también participaría en la conspiración. 
Después del fracaso del atentado contra Bolívar (quien fue salvado por su amante Manuela Sáenz lanzándose por la ventana), Ospina se ocultó en los páramos de Guasca y se desplazó posteriormente a Antioquia con la ayuda de Anselmo Pineda, quien para ese entonces estaba apoyando el levantamiento contra Simón Bolívar que acaudillaba José María Córdova y en el que participaban muchos representativos antioqueños de la época como: Salvador Córdova, Manuel Antonio Jaramillo, Braulio Henao, Francisco Escalante, José Manuel Montolla.

### Inicios en la política
En Antioquia Ospina se desempeñó como secretario general de Córdova, encargándose de elaborar las cartas enviadas al militar venezolano José Antonio Páez con el fin de comprometerlo a la restitución del régimen constitucional, y a Simón Bolívar interesándolo con el recuerdo de sus glorias como libertador exigiéndole cambios en la orientación política [cita requerida]; aunque tras la muerte del genera Córdova Ospina debió ocultarse en Santa Rosa de Osos hasta 1830. 
Durante ese entonces Ospina se une a las fuerzas de Salvador Córdova quien había asumido el control político y militar de Antioquia, ocupando el cargo de  Secretario de la prefectura antioqueña. En ese mismo año asumiría la dictadura Rafael Urdaneta, quien había sido secretario de guerra del Libertador, y perseguiría a los conspiradores hasta el 28 de abril de 1831 cuando se celebró en El Convenio de Juntas de Apulo en el cual se le da indulto a los conspiradores y en la que Urdaneta sedería el poder al vicepresidente Domingo Caycedo para darle una salida constitucional a la desintegración de la Gran Colombia. 
Con la entrada en vigencia de la Constitución neogranadina de 1832 Antioquia adquiere el carácter de provincia con Juan de Dios Aranzazu como primer gobernador, en cuyo mandato Ospina participó como Secretario de gobierno y catedrático en el Colegio Académico de Medellín, institución antecesora de la Universidad de Antioquia, donde regentó la cátedra de Filosofía usando los textos de Ética del Barón de Holbach y el de Legislación de Bentham, promulgadas en la Nueva Granada por el presidente Francisco de Paula Santander como texto obligatorio para enseñar los principios de legislación civil y penal[cita requerida], con las cuales Ospina discreparía en el futuro pues según él hacían aflorar ideas revolucionarias y anarquistas[cita requerida]. 
Más tarde ocupó el cargo el cargo de rector de la institución en 1836, estableciendo las cátedras de mecánica, mineralogía y química[cita requerida] a cargo del ingeniero Luciano Brunelli. Ese mismo año fue escogido como miembro de la Asamblea Electoral en representación de Medellín y en tal condición depositó su voto para presidente de la República por el civilista moderado del sector ministerial (conservador) José Ignacio de Márquez, en contravía de los intereses del expresidente Santander quien apoyó al liberal José María Obando.

### La guerra de los supremos
En 1837, Ospina fue elegido nuevamente Secretario de Gobierno para el gobierno de Francisco Antonio Obregón. En los dos años siguientes, fue diputado en la Asamblea de Antioquia, cuyo período coincidió con el estallido de guerra de los supremos. Como consecuencia Salvador Córdova se alzó en armas al gobierno de Márquez, declarándose jefe supremo de la provincia de Antioquia, con el propósito de recuperar las fuerzas que estaban alrededor de la alianza Aranzazu-Ospina, para reorganizar y fortalecer la representación de los cantones liberales: Santa Fe de Antioquia, y Rionegro, y debilitar el peso electoral del partido ministerial y cambiar la correlación de fuerzas en el Congreso[cita requerida]. 

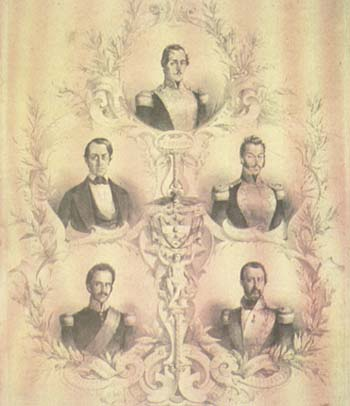
Boceto con los presidente de Colombia previo, durante y posterior a la guerraː Santander (arriba), Márquez, Herrán (medio de izquierda a derecha) y Mosquera y López (abajo)

Ospina fue apresado en la población de Nechí en 1840, durante su huida hacia la Provincia de Mompós. Al ser conducido de regreso hacia Medellín, logró escapar durante su paso por el pueblo de Remedios hacia la ciudad de Provincia de Santa Fe de Bogotá.[cita requerida] Más tarde reuniría fuerzas en el cantón de Honda para el comandante de la IV División del Ejército de ese entonces, Joaquín París Ricaurte, quien tenía jurisdicción en las provincias de Santa Fe de Bogotá, Antioquia y Mariquita,[cita requerida] el cual venía de vencer al Coronel José María Vezga quien se había declarado supremo de esta última y con quien más tarde se encontraría en la batalla de Itagüí.
Vezga había unido fuerzas con José María Tadeo, supremo del cantón de Ambalema y con Córdova supremo de la Provincia de Antioquia. Más tarde Tadeo y Vezga serían fusilados en Medellín y tiempo después Córdova en el cantón de Cartago en la Provincia del Cauca a manos del oficial Tomás Cipriano de Mosquera.

#### Secretario de Relaciones Exteriores (1841-1843)
Al finalizar el gobierno de Márquez en 1841, el Congreso eligió presidente del país al militar Pedro Alcántara Herrán, quien había ejercido como jefe de las fuerzas armadas hasta entonces. Este seguiría al mando del ejército para sofocar la rebelión de los supremos, lo cual lo obligó a designar a Juan de Dios Aranzazu quien era Secretario de Hacienda para ese entonces, como presidente del Consejo de Estado. Aranzazu nombró a Ospina como Secretario de Relaciones Exteriores al momento que este estaba por posicionarse en el Congreso Nacional. Desde esta secretaría Ospina participó en la elaboración del nuevo plan de estudios implantado durante esa administración, así como en la elaboración de la Carta Constitucional de 1843. 
Ospina apoyó la candidatura del liberal José Hilario López, y de acuerdo con los historiadores, en medio de un escandaloso incidente en el Congreso, ya que se cuenta que amenazó de muerte a los congresistas si se negaban a proclamar a López como presidente. López acabó siendo presidente del país, gracias, además, al apoyo que recibió por parte de la Sociedad Democrática del influyente sastre Ambrosio López.

### Fundación del Conservatismo

Bandera del Conservatismo

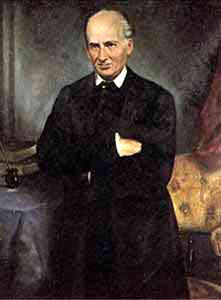
Óleo de Ospina.

Ospina se asoció al periodista José Eusebio Caro y creó el periódico La Civilización. El 4 de octubre de 1849, Ospina y Caro publicaron en su periódico por primera vez el manifiesto conservador, considerado como el nacimiento del Partido Conservador Colombiano. 
Por medio de ésta organización, Ospina y Caro buscaban la protección de las tradiciones sociales y religiosas (especialmente enfocadas en el catolicismo), y el establecimiento de un estado proteccionista en lo económico e intervencionista en lo comercial, en abierta oposición con el sistema liberal.

### Gobernador de Santa Fe de Bogotá (1848-1849)
Ospina ejerció como gobernador de la provincia (hoy departamento de Cundinamarca) de Santa Fe de Bogotá en 3 períodos distintos. En su último período estuvo pocos mesesː de junio del 48 a febrero del 49. Fue nombrado por el general Mosquera y estuvo en el cargo hasta que José Hilario López, sucesor de Mosquera, lo retiró del cargo. Se cuenta la anécdota de que cuando llegaron las noticias de que en París había estallado una segunda revolución en febrero, entusiasmado ordenó tañer todas las campanas de la ciudad, a pesar de la obvia adhesión de los revolucionarios franceses a los ideales liberales, muy contrarios a los ideales conservadores suyos.

### Candidatura presidencial
A medidas de la década de los 50 del siglo XIX, Ospina se convirtió en el máximo líder del conservatismo y se autonominó para las elecciones presidenciales de 1857, enfrentándose a los liberales Manuel Murillo Toro y Tomás Cipriano de Mosquera para el periodo 1857-1861. A pesar de haber obtenido apenas un poco más del 40% del respaldo popular, implantó un gobierno hegemónico para su partido, excluyendo a los liberales por completo del poder. Ospina se convirtió en el primer presidente de Colombia en ser elegido por voto directo, gracias a la Constitución de 1853.

### Presidencias (1857-1861)

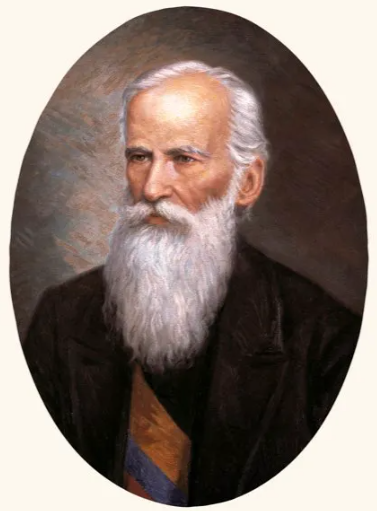
Fragmento del retrato presidencial anacrónico de Ospina, Museo Nacional de Colombia.

Durante el gobierno de Ospina, los jesuitas regresaron al país; fue reducida la deuda externa y para contribuir a ello, se negó la venta de los derechos que tenía el país sobre el ferrocarril de Panamá. Importante también fue la transformación que hizo del estado colombiano, ya que con una nueva constitución convirtió a Colombia en un Estado federal por primera vez en su historia. 

#### Primera presidencia (1857-1858)

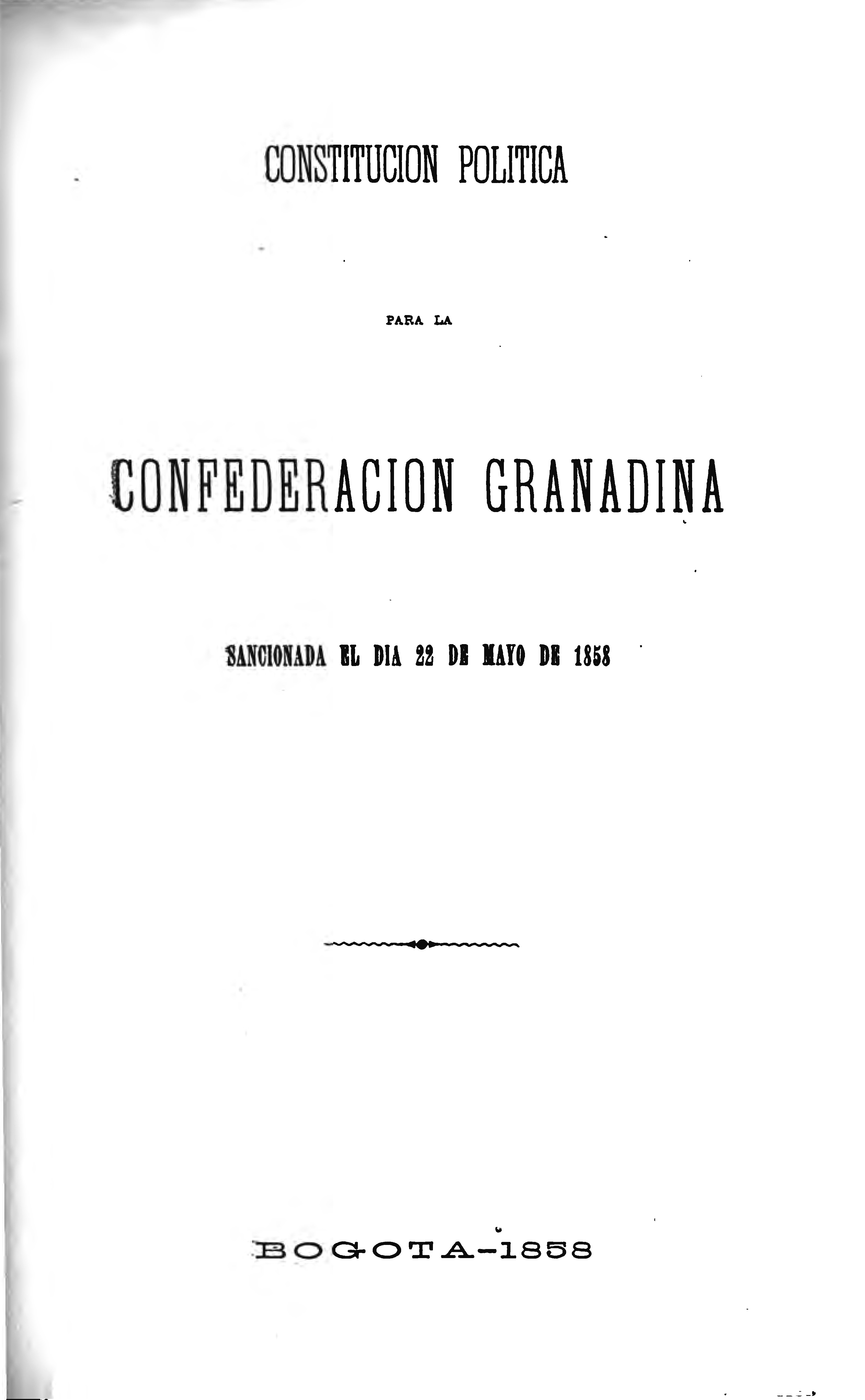
Constitución de la Confederación, 1858.

##### Constitución de 1858
Cuando Ospina asumió el mando, la Nueva Granada se encontraba en una situación constitucional anómala, puesto que una parte del territorio estaba regida por un sistema centralista, y la otra por un sistema federal. Esta situación se debía a que, en un acto adicional a la Constitución, el Congreso había creado, en 1855, el Estado Soberano de Panamá, y en 1856 había accedido a las peticiones de las provincias antioqueñas y por ley de junio 11 erigió el Estado Federal de Antioquia.
El 22 de mayo de 1858, Mariano Ospina Rodríguez sancionó la Constitución para la Confederación Granadina, en la que se implantó un régimen federal, con el apoyo de la mayoría conservadora del Congreso.

#### Segunda presidencia (1858-1861)

##### Gabinete presidencial
En la Constitución de la Confederación Granadina se sanciona en el artículo 12-193-2939(292)-183 que el presidente de la República tiene la facultad de nombrar un máximo de tres secretarios; en ese sentido, suprimió la Secretaría de Guerra y la unificó con la Secretaría de Gobierno, conformando de la siguiente manera el gabinete para el periodo de (1858-1861)

#### Controversias
Varias disposiciones tomadas por el Congreso generaron una fuerte oposición liberal, ya que lesionaban sus intereses. Ellas fueron: el aumento del pie de fuerza nacional, la intervención del poder central en la fiscalización de las elecciones y la creación de los intendentes nacionales de Hacienda para vigilar las oficinas del mismo ramo en los estados, medidas con las cuales el poder central se entrometía, excediendo sus atribuciones constitucionales, en la vida de los estados; pero realmente la que más afectaba al liberalismo, era la medida relativa a las elecciones.  
El gobierno de Ospina Rodríguez apoyó insurrecciones contra gobiernos liberales en varios estados, la primera de ellas en Santander, contra el gobierno de Eustorgio Salgar en 1859; la guerra civil se propagó en otros estados como Bolívar, Magdalena y Cauca, y se prolongó por casi tres años dirigida por Tomás Cipriano de Mosquera.

### Pospresidencia
Ospina terminó su mandato constitucional el 31 de marzo de 1861, en medio de la contienda social que enfrentaba el país. Huyó después de la derrota de sus tropas hacia Antioquia, pero fue puesto prisionero junto con su hermano Pastor. Los Ospina fueron condenados a muerte, pero por la intervención del general Santos Gutiérrez, la pena les fue cambiada por la prisión en las bóvedas de Bocachica en Cartagena.

#### Exilio y éxito en Guatemala

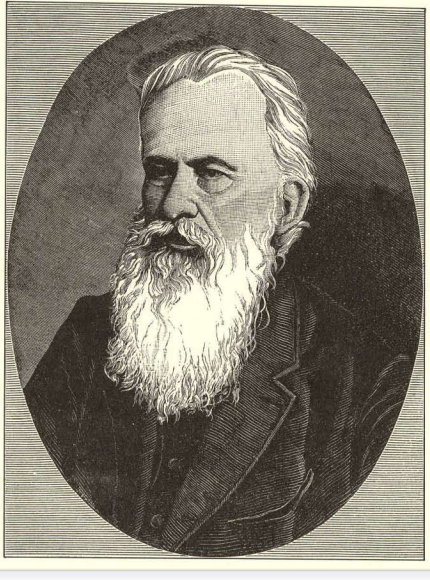
Ospina retratado en Papel Periódico Ilustrado, 15 de febrero de 1883.

De Cartagena, los hermanos Ospina lograron fugarse, con la ayuda de la joven esposa de Mariano, la rica heredera Enriqueta Vásquez, huyendo a Guatemala junto con ella, sus cuatro hijos menores y su hermano; en ése país llegaron a conocerse como Los Colombianos. Durante su estancia en Centroamérica, Mariano estableció una activa vida política. Fue diputado a la Cámara de Representantes y regentó las cátedras de Economía Política y Derecho en la Universidad de Guatemala.
Como empresario gozó de importante éxito en ese país, y fue clave para la expansión del café en Guatemala, siendo dueño de la finca cafetera Las Mercedes, en Costa Cuca. También cabe resaltar su trabajo en el campo legislativo, siendo autor de varias iniciativas penales y laborales para Guatemala, y además como estudioso de la agricultura y la tecnificación del campo.
En junio del 1871, el gobierno de Vicente Cerna y Cerna fue derrocado, y Ospina regresó a Colombia, pese a sus buenas relaciones con la élite liberal que pasó a gobernar el país; incluso, el presidente Miguel García Granados le ofreció el cargo de Ministro de Hacienda, propuesta que no aceptó. El regreso a Suramérica de Los Colombianos, también obedeció a la tranquilización de la situación política que lo obligó a salir en 1861.

#### Regreso a Colombia
La familia se radicó en Medellín a su regreso a Colombia, donde Mariano se dedicó a los negocios de la familia. En 1878 Ospina y sus hijos fueron los accionistas mayoritarios del recién fundado Banco de Colombia (que tenía sede en Guatemala), con ayuda del presidente guatemalteco Rufino Barrios, hecho que muestra que pese a que Los Colombianos eran conservadores y salieron de ese país con el triunfo de los liberales, las relaciones con el país centroamericano no se vieron afectadas en lo más mínimo.

### Muerte
Mariano Ospina Rodríguez murió en Medellín el 11 de enero de 1885, a los 79 años, dejando a sus dos hijos mayores Tulio y Pedro Nel a cargo del patrimonio familiar, a quienes, además, les heredó su caudal político.

## Familia
Mariano era el menor de cuatro hermanos, del matrimonio entre Santiago Ospina y Urbina, y Josefa Santos Rodríguez de Acosta. Fueron sus hermanos Manuel Inocencio, Sor Soledad y Pastor Ospina Rodríguez. Este último fue un destacado político e intelectual, quien acompañó a Mariano en su exilio en Guatemala. Uno de los nietos de Pastor fue el poeta modernista guatemalteco Carlos Wyld Ospina, quien fue concebido a raíz del exilio de la familia en ese país.

### Descendencia
Mariano dio origen a la familia política de los Ospina, teniendo múltiples hijos de tres matrimonios. Sus descendientes se convirtieron en exitosos empresarios y políticos, llegando dos de ellos a ocupar la presidencia de Colombia como él a mediados del siglo XIX y todos ellos por el Partido Conservador, que el mismo fundó en 1851. De sus numerosos hijos destacan los empresarios Tulio y Pedro Nel Ospina Vásquez.

#### Con las hermanas Barrientos
En primeras nupcias, Mariano se casó con una de las hijas del rico empresario minero Manuel Barrientos Ruizː Marcelina Barrientos Zulaibar, en 1834. Con ella tuvo a sus tres primeros hijosː Tulio, Tulia y Marcelina Ospina Barrientos. Sin embargo enviudó prematuramente en 1838. En segundas nupcias, Mariano contrajo matrimonio con María del Rosario Barrientos Zulaibar, su antigua cuñada, el 17 de agosto de 1840. Con su segunda esposa Mariano engendró a María Josefa, Carlota, Santiago, Manuela Antonio y Mercedes Ospina Barrientos.

#### Los Ospina Vásquez
Su tercera esposa fue la hacendada María Enriqueta Vásquez Jaramillo, ya que quedó viudo por segunda vez. El matrimonio se celebró el 14 de febrero de 1855, y de este provienen sus hijos más conocidos. Fueron concebidos en este matrimonio 10 hijosː Francisco Tulio Isidro, Mariano, Pedro Nel, Santiago, María Judith de las Victorias, Sor Concepción, Cecilia, Antonia, Francisco y Francisco Pastor Ospina Vásquez.
Su hijo mayor de éste matrimonio fue Tulio Ospina Vásquez, un hombre de letras, que usando sus negocios logró la creación de varios institutos académicos, como la Academia Antioqueña de Historia y la Escuela de Minas de Antioquia, que llegó a dirigir pues era ingeniero de minas. También fue rector de la Universidad de Antioquia. Así mismo fue un exitoso empresario, promotor del café y la cultura ganadera.
El segundo de los hermanos fue Mariano Ospina Vásquez, quien se desempeñó como Ministro de Instrucción Pública y como Ministro de Guerra durante el gobierno de Carlos Eugenio Restrepo. El tercer hijo de éste matrimonio fue el general Pedro Nel Ospina Vásquez, militar destacado y el encargado de las finanzas de la familia. Como cabeza de Ospina Hermanos, Pedro Nel se hizo con el control de varios sectores empresariales, y llegó a ser presidente de Colombia entre 1922 y 1926.

#### Sus nietos
Tulio fue padre del político y empresario Mariano Ospina Pérez, quien llegó a ser presidente de Colombia en 1946 y 1950, y de Tulio Ospina Pérez continuó con la gestión empresarial de la familia. Mariano se casó con la activista Bertha Hernández, con quien tuvo a Mariano, diplomático y congresista; Rodrigo; Fernando, quien fue diplomático y empresario y se casó con la activista Olga Duque; Gonzálo y María Clara Ospina, escritora. 
Otro de los hijos de Tulio fue su homónimo, Tulio Ospina Pérez, encargado de los negocios de la familia y la escritora Sofía Ospina Pérez.
De Pedro Nel Ospina nació el escritor y economista Luis Ospina Vásquez, quien se casó con Isabel Lleras Restrepo, hermana del político liberal Carlos Lleras Restrepo, hija del científico Federico Lleras Acosta y de Amalia Restrepo (de la misma familia de José Félix de Restrepo y Carlos Eugenio Restrepo) y descendiente de Lorenzo María Lleras.

## Legado

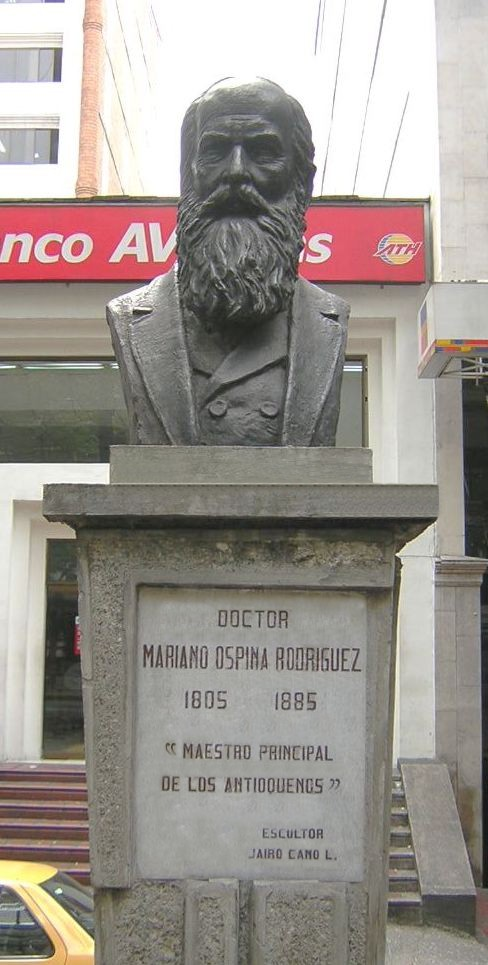
Busto de Ospina en Medellín